# 목표에 의한 관리
목표에 의한 관리(MBO, Management By Objective)는 기존의 상사에 의한 부하의 업적평가 대신 부하가 자기 자신 혹은 상위자와의 협의에 의한 양적으로 측정 가능한 관리기법으로 구체적이고 단기적인 업적목표를 설정하여 스스로가 그러한 업적 목표달성의 정도를 평가해서 그 업적을 보고하게 하는 방법이다. 피터 드러커가 《경영의 실제》에서 주장한 방법이다.

## 같이 보기
- OKR